# Ефаево
Ефаево — село, центр сельской администрации в Краснослободском районе. Население 928 чел. (2001), в основном русские.
Расположено на реке Леплей в 18 км от районного центра, 2 км от трассы Краснослободск — Ковылкино и 38 км от железнодорожной станции Ковылкино. Название - антропоним тюркского происхождения: в «Книге письма и дозору Ивана Усова да Ильи Дубровского 1614 году» сообщается, что «деревня Ефаево за Инбаком мурзою княж Ефаевым». В «Списке населённых мест Пензенской губернии» (1869) Ефаево — село казённое из 146 (1 076 чел.) дворов Краснослободского уезда. В 1913 г. в селе было 306 дворов (2 527 чел.); церковь, земская школа, магазин, пожарная машина, мельница, маслобойка, 4 просодранки, 4 шерсточесальни, 2 овчинных завода, 2 кузницы, 2 кирпичных сарая, 7 лавок. В 1930 г. был образован колхоз «Борец за новую жизнь», с 1970 г. — «Дружба», с 1997 г. — СХПК. В современном Ефаеве — средняя школа (закрыта в 2017 г.), Дом культуры, ДЮСШ, отделение связи, магазин, медпункт, аптека (закрыта в 2000-х); памятник-обелиск воинам, погибшим в годы Великой Отечественной войны. В 1975 г. была открыта мемориальная доска в школе, где учился Герой Советского Союза В. Е. Жуков; создан музей. Ефаево — родина Героя Советского Союза В. Н. Шпагина. Недалеко от Ефаева — 2 селища и Ефаевский могильник. В Ефаевскую сельскую администрацию входит деревня Старое Лепьёво (63 чел.) ( село Старое Лепьёво исчезло до 2000 года).

## Источник
- Энциклопедия Мордовия, Т. Н. Охотина.